# Mario Terán
Mario Terán Salazar, född 9 april 1941 i Cochabamba, död 10 mars 2022 i La Paz, var en boliviansk sergeant. Han är känd för att ha avrättat den argentinske revolutionären Che Guevara i skolhuset i den lilla byn La Higuera den 9 oktober 1967, dagen efter det att Guevaras gerillagrupp övermannats av boliviansk militär. Terán var en av sju soldater som erbjöd sig som frivillig att döda Che Guevara, efter det att avrättningsorder utfärdats av Bolivias president René Barrientos. När Terán kom fram till Che Guevara, sade denne: "Jag vet att du har kommit för att döda mig. Skjut, fegis! Du skall bara döda en människa!" Terán sköt Che Guevara med nio skott med en automatkarbin.
Han pensionerades från armén 1997.